# Adolf Schön

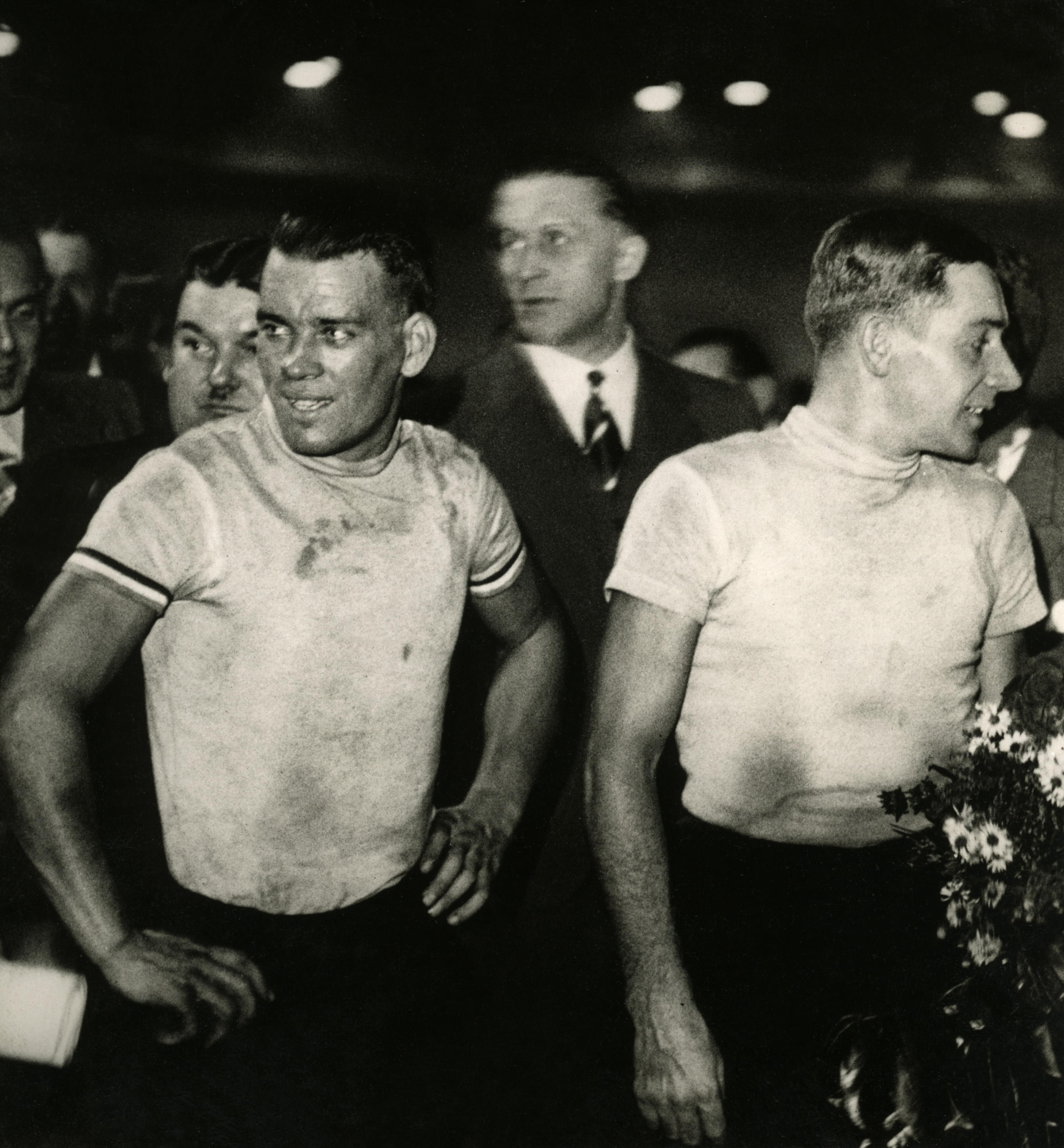
Adolf Schön (rechts) mit Kees Pellenaars

Adolf Schön (* 8. April 1906 in Wiesbaden; † 2. August 1987 in Frankfurt am Main) war ein deutscher Radrennfahrer.

## Leben
Adolf Schön kam mit 14 Jahren durch seinen Bruder Heinrich (der 1921 bei einem Trainingsunfall ums Leben kam) zum Radsport. Er war einer der populärsten und vielseitigsten deutschen Radrennfahrer in den 1930er Jahren. Seine Profilaufbahn dauerte von 1930 bis 1943. Er nahm an der Tour de France 1930 teil und wurde 10. der Gesamtwertung. In den folgenden Jahren startete Schön bei 45 Sechstagerennen, von denen er acht gewinnen konnte, u. a. mit Partnern wie Jan Pijnenburg und Kees Pellenaars. Als nach 1934 keine Sechstagerennen mehr in Deutschland stattfanden, wandte er sich den Steherrennen zu und wurde 1937 Deutscher Meister in dieser Disziplin; bei den UCI-Bahn-Weltmeisterschaften 1937 belegte er den 3. Platz hinter der Führung von Jupp Merkens, dem Bruder von Olympiasieger Toni Merkens. Das Goldene Rad von Erfurt gewann er 1937. Weitere große Erfolge blieben ihm jedoch aufgrund der starken nationalen Konkurrenz von Walter Lohmann und Erich Metze versagt. In der Nachkriegszeit in Deutschland versuchte Adolf Schön ein Comeback, beendete seine Radsport-Karriere aber im Jahre 1947 nach einem Sturz und einer nachfolgenden Gelbsuchterkrankung. Für den Bund Deutscher Radfahrer war er in den 1950er Jahren mehrfach als Mannschaftsleiter bei internationalen Etappenrennen im Einsatz.
In seiner Heimatstadt gründete er ein Unternehmen, das mit Autozubehör handelte.